# Der Bekannte Unbekannte
Der Bekannte Unbekannte est un film allemand muet réalisé par Erik Lund, sorti en 1922. 

## Synopsis
Inconnu.

## Fiche technique
- Titre : Der Bekannte Unbekannte
- Réalisation : Erik Lund
- Cinématographie : Julius Reinwald
- Direction artistique : Siegfried Wroblewsky
- Pays d'origine :  République de Weimar
- Sociétés de production : Kastner Film
- Format : Noir et blanc - muet
- Dates de sortie : République de Weimar : 1922

## Distribution
- Siegfried Berisch
- Eugen Burg
- Hugo Döblin
- Senta Eichstaedt
- Olga Engl
- Guido Herzfeld
- Bruno Kastner
- Carl Lickner
- Edith Meller
- Heinrich Peer
- Hermann Picha
- Else Reval
- Viktor Schwanneke
- Herbert Stock
- Valeska Stock
- Fritz Wulfert